# Juraj Palkovič
Juraj Palkovič (27. února 1769 Rimavská Baňa – 13. června 1850 Bratislava) byl slovenský básník, novinář, překladatel, pedagog, organizátor kulturního života, profesor bratislavského evangelického lycea (na němž umožnil činnost Ľudovítu Štúrovi) a v letech 1832–1836 poslanec uherského sněmu za město Krupina. Jakožto zastánce česko-slovenské sounáležitosti po celý svůj život prosazoval za spisovný jazyk Slováků češtinu, v níž také psal svá díla.

## Život
Pocházel z rolnické rodiny a své vzdělání získal v Rimavské Bani a Ožďanech, v letech 1784–1786 v Dobšiné a v letech 1786–1790 absolvoval lyceum v Šoproni. Nějakou dobu byl správcem školy a vychovatelem v Budíkovcích a když si vydělal na další studium, odjel na univerzitu do německé Jeny, kde pobyl dva roky (1792–93). Zde byl také členem čtenářského spolku místních slovenských vysokoškoláků, ve kterém sám přednášel o Janu Husovi, Jeronýmovi Pražském, J. A. Komenském apod. Orientoval se hlavně na české národní a literární dějiny. Už zde došlo k upevnění jeho názorů na potřebu jednotného spisovného jazyka pro Čechy, Moravany i Slováky.

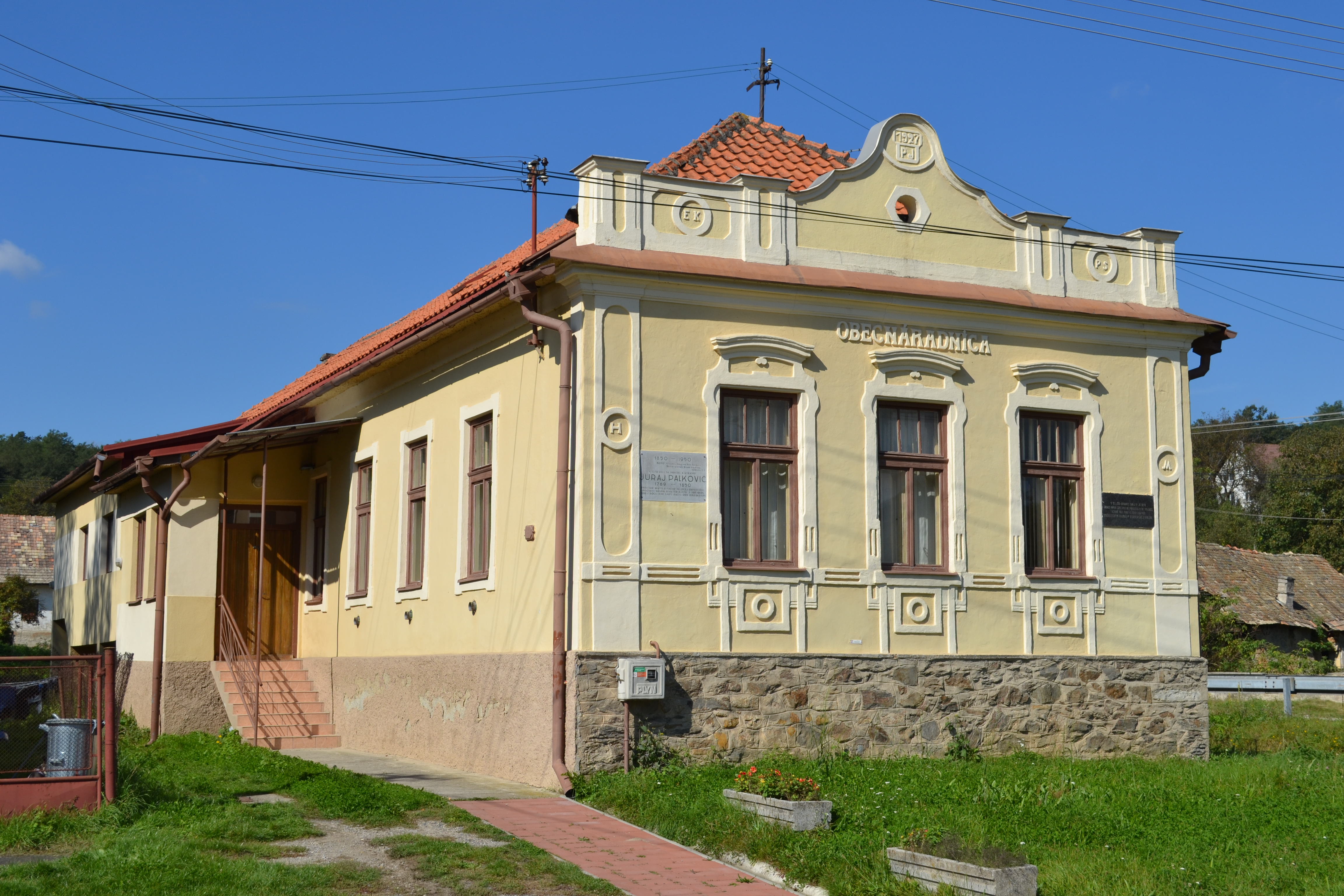
Rodný Palkovičův dům v Rimavské Bani (č.p. 36)

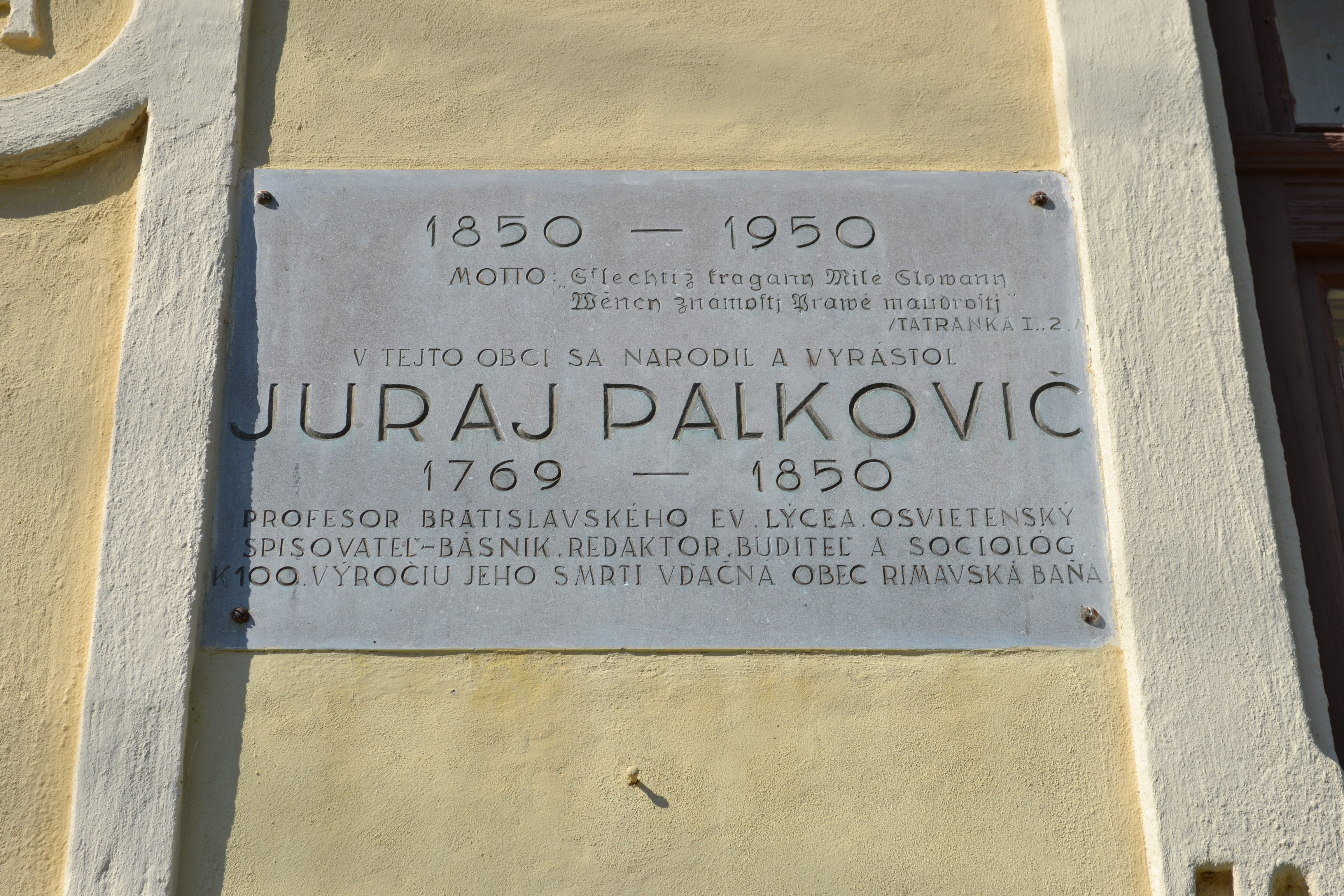
Pamětní deska na rodném domě

Po návratu z Jeny působil v roce 1794 jako učitel v Lučenci, později jako vychovatel v domě Gabriela Prónaye, hlavního župana Gemersko - Malohontské stolice, tak i ve Vácu. Pokusil se s předními slovenskými národovci Bohuslavem Tablicem a Martinem Hamaliarem – absolventy jenské univerzity – o založení Katedry řeči a literatury českoslovanské na bratislavském evangelickém lyceu (1803). Tato akce byla úspěšná, avšak nepodařilo se mu již realizovat další plán a založit při této katedře i ústav na vydávání slovenských spisů, kalendářů a novin, jakož i střediska pro sbírání slovanských starožitností a archivních dokumentů. Navzdory tomu se tato katedra stala postupně střediskem slovenského národního hnutí. Jejím prvním profesorem se stal právě Palkovič, jehož vynikající jazykovědné a literární znalosti byly už v této době dostatečně známy. Přestože z profesorské funkce neměl téměř žádné finanční výhody, postupně se mu podařilo při katedře vybudovat knihovnu a archiv, nazývanou společným jménem Prešpurský ústav, jehož půlstoletá existence je nerozlučně spojena s jeho jménem. Jako profesor lycea přednášel nejen československou gramatiku, ale i literární historii spojenou s vyučováním jazyka srbského, polského, ba i ruského. Zanedlouho však přestal pravidelně přednášet už i proto, neboť nedostával žádný plat, a tak si musel na živobytí vydělávat hlavně literární činností, vydáváním lidověchovných spisů, kalendářů a novin. Situace se alespoň trochu zlepšila poté, co si od nadřízené vrchnosti vymohl jmenování svého náměstka (zástupce profesorátu), který potom vykonával namísto něho všechny povinnosti na katedře.

## Literární činnost
Svoji literární činnost začal vydáním sbírky Múza ze slovenských hor, která byla projevem svobody v tehdejší literární tvorbě na Slovensku. Pokusil se také o divadelní veselohru Dva buchy a tri šuchy, napsanou v slovenském dialektu. Jeho celoživotním dílem byl však obsáhlý dvojsvazkový Česko-latinsko-německý slovník (Böhmisch-deutsch-lateinisches Wörterbuch). V roce 1800 vydal ve Vácu překlad Hufelandova spisu Kunšt prodloužení života a o dva roky později v Bratislavě vlastní brožuru Poučení o očkování. Z francouzštiny přeložil a vydal pojednání S. A. D. Tissota Zpráva pro lid obecní ve vsech bydlíci, kterak by zdraví svého chrániti a v nemocech sobě pomáhati měl k obecnímu dobrému. Kromě toho v roce 1812 vydal dílo Juraje Plachého Knižečka k vzdělávatelnému čtění obzvláště pro školní mládež, jakož i vlastní Výtah z artikulu sněmových, to jest zpráv a zřízení zemských království uherského na obecních jeho sněmích, neb diétach od počátku XIX. století vydaných. Tento výtah byl určen hlavně poddaným rolníkům, aby oni sami měli možnost poznat zákony a mohli se bránit proti neúměrnému zvyšování poddanských povinností zemskými pány. Ještě i při své novinářské práci pamatoval na vydávání laciných brožur sestavených z příloh novin Týdenník. Sliboval např. vydat Úplnú historii přítomné ruské války. Tiskem vyšla příloha novin zvaná Rozmlouvaní o včelářství Včeláka, Mlynáře a Vináře – dobrých sousedů a Zpráva o sázení a obdělávaní stromoví. Sám tvrdil, že vlastním nákladem vydal až 25 „rozličných slovanských knih“. Vydavatelskou, ale hlavně popularizačně-vědeckou prací, sestavováním brožur a kalendářů se Palkovič připravoval na svoji budoucí novinářskou práci. Dělal ji při literární, filologické i popularizačně-vědecké činnosti, která zabírala téměř celou první polovinu 19. století. Jeho básně byly publikovány i v puchmajerovských almanaších.

## Publicistická činnost
V letech 1805–1848 vydával kalendář a vytvořil i tzv. Přídavek ku kalendáři, ve kterém popularizoval vědecké poznatky, propagoval modernizaci zemědělské výroby a otiskoval i beletristické příspěvky. Bývali zde také články o nejzávažnějších domácích i zahraničních politických událostech, o lidovém zdravotnictví, nových knihách apod. Dobře si uvědomoval, jak velký vliv má kalendář na tisícovky čtenářů, jak může ovlivňovat veřejné mínění a probouzet i slovenské a slovanské povědomí. Toto ovlivňování však chápal jako dlouhodobý proces, který je možné zkvalitňovat náhodnými brožurami, nebo jen jednou do roka vydaným kalendářem. Proto se snažil založit pravidelně vycházející noviny, ve kterých by se našlo místo i pro politické zpravodajství. Sám jako poslanec za královské město Krupinu v uherském sněmu soustavně sledoval politickou i sociální problematiku monarchie a sám se i k těmto otázkám vyjadřoval.
Prvé pokusy o získání koncese na vydávání slovenských novin podnikl už v roce 1804. Tehdy se pokoušel získat oprávnění na vydávání slovenských novin, které po smrti Daniela Tállayiho, nakladatele Prešpurských novin, leželo nevyzdviženo na Kráľovské uherské miestodržitelské radě v Budíně. Palkovičovi to však nadřízené úřady odmítly. Až po dlouhých bojích se mu podařilo císařským dekretem z roku 1811 získat koncesi na vydávání novin Týdenník (1812–1818). V letech 1832–1841 vydával časopis Tatranka.

## Vztah ke Štúrově slovenštině
Když Ľudovít Štúr a jeho stoupenci v roce 1843 vystoupili se spisovnou slovenštinou, Palkovič jako radikální zastánce jednoty spisovného jazyka Čechů, Moravanů a Slováků, se štúrovci nemohl souhlasit, a to i když měl s nimi mnoho společného. Jejich cesty se začaly rozcházet. Štúr zaneprázdněný přípravami na vydávání politických novin a nepochybně i znepřátelený s Palkovičem, přestal redigovat časopis Tatranka. Palkovič po přestávce v dubnu roku 1845 už jako sedmdesátišestiletý stařec vydává sám třetí svazek svého časopisu. V předmluvě k tomuto svazku se starý slovenský novinář zmiňuje o tom, že o spisovné slovenštině se dozvěděl až v květnu roku 1844, když se mu dostala do rukou knížečka veršů Janka Francisciho Svojim vrstovňíkom na pamjatku, která byla určená jen úzkému, důvěrnému kruhu čtenářů. „Toto nám ještě scházelo,“ stěžuje si Palkovič, „v tomto osudném čase, takové rozdvojení nás Slováků a od Čechů odtržení, toto rozkolnictví, tento zmatek v řeči a zpátky upadaní ze vzdělané, do té staré, nevzdělané...“ Palkovič tedy hned nepochopil význam spisovné slovenštiny pro slovenský národní život. Navzdory tomu nechtěl zpřetrhat všechny svazky se svými bývalými žáky – štúrovci. S uspokojením přijal zprávu o splnění své dávné tužby – o brzkém vydávání slovenských politických novin, ke kterým i Štúrovi blahopřál. Vyslovil přitom náději, že tento „učený a horlivý krajan náš“ se ve svých politických novinách vrátil ke spisovné češtině. K tomuto svazku Tatranky Palkovič připojil i Ohlas o vydávaní Slovenských národných novín a Orla Tatranského, a to ve štúrovské slovenštině. Také z toho je vidět, že Palkovič měl výhrady jen proti spisovné slovenštině, ale s politickými a lidověvýchovnými akcemi štúrovců souhlasil. Proto i v době revoluce v roce 1848 odmítl kategoricky návrhy Jana Kollára, aby přijal redaktorství připravovaných protištúrovských novin. Ještě před smrtí, když ho navštívil Ľudovít Štúr, Jaroslav Bórik a Jozef Miloslav Hurban (koncem roku 1849, nebo následujícího roku), se takto vyslovil o spisovné slovenštině:
| „ | Když takové věci vyvedlo to slovenské hýbání, když slovenčina takovou moc měla na srdce národa, že právě k tak krutému boji je roznítila, nu nech že si bude! … O však se já mám co těšiti, že národ náš tak se za jejich vedení pozdvihl! Já jíž myslil, že Slováci navěky jsou pochováni a hle, slovenčina byla jejich křísitelem z mrtvých! … | “ |

## Hodnocení
Někteří starší literární historici bagatelizovali jeho význam. Například Jaroslav Vlček o něm napsal:[zdroj?]
| „ | Ako veršovec hlásil sa k prežitej papierovej anakreontike, ako prozaik jednak mechanicky skladal lexikálnu látku, jednak vo svojom Týdenníku (1812–1818) mechanicky novinárčil, jednak neskôr v Tatranke zastaranú zmes nečasových a nezaujímavých poučení, jednak naposledy mechanicky popularizoval a prekladal bez výberu všetko, z čoho mu kynul aký – taký prospech hmotný. | “ |

Takovéto nespravedlivé hodnocení životního díla Juraje Palkoviče vyplývalo z přehánění negativního vlivu jeho jazykovědných sporů s Josefem Jungmannem a s jeho školou na vývoj slovenského národního hnutí. I když je třeba přiznat, že Palkovič jako zastánce veleslavínské češtiny a nepřítel jazykovědných Jungmannových reforem se mýlil a zastával konzervativní stanoviska, navzdory tomu jeho lidověvýchovná, ediční, osvětová a především novinářská činnost z něho dělá velkou a významnou postavu slovenské žurnalistiky.

## Dílo
- Seznam děl v Souborném katalogu ČR, jejichž autorem nebo tématem je Juraj Palkovič

### Drama
- 1800 Dva buchy a tri šuchy

### Poezie
- 1801 Muza ze slovenských hor
- 1798 Zpěvopanna ze slovenských hor (nevydáno)

### Jazykovědná díla
- 1821 Böhmisch-deutsch-lateinisches Wörterbuch
- 1830 Bestreitung der Neuerungen in der böhmischen Orthographie…

### Překlady
- 1800 Ch. W. Hufeland: Kunšt prodloužení života lidského…
- 1802 Ch. W. Hufeland: Umělost prodloužení života lidského
- 1804 Známost vlasti (učebnice)
- 1805 Česko-slovenská gramatika (Šramko)
- 1808 Památné příhody hraběte Beňovského (Čerňanský)
- 1808 Hlas volající k sedlákům (Feješ)
- 1810 Letopisové krupinští (Braxatoris)
- 1812 Knižečka k vzdělavatelnému čítaní (Braxatoris)
- 1812 Písně Anakreonovy (Rožnay)

- - Damétas (Gellert)
  - Fillys (Gellert)
  - Iliada (Homér; první překlad Homéra na Slovensku)

### Ostatní díla
- 1802 Poučení o očkování neb inokulování kravských osipek…
- 1804 Známost vlasti
- 1808 Biblia sacra
- 1818 Obrana vydavatele Týdenníka…
- 1827 Abkunft der Magyaren